# Buffalo, New York
Buffalo är den näst största staden i delstaten New York med en yta av 136,0 km² och en befolkning som uppgår till cirka 285 000 (2003). Den är belägen vid östra änden av Lake Erie vid utloppet i Niagarafloden. Buffalos närmaste stora grannstad är Toronto i Kanada. Buffalo är administrativ huvudort (county seat) i Erie County. Storstadsområdet Buffalo–Niagara Falls har 1 135 509 invånare (2010).

## Historia
Buffalo grundades 1803 under namnet New Amsterdam men brändes 1813 av britter och indianer. Staden återuppbyggdes dock och hade redan 1820 omkring 2.000 invånare. Eirekanalens öppnande 1825 innebar ett uppsving för Buffalo, 1830 hade staden 8.668 invånare och 1850 42.261. Från 1860-talet blev Buffalo även en viktig järnvägsknut, 1880 hade staden 155.137 invånare. 1896 började Niagarafallen med dess stora kraftresurser att utnyttjas för att försörja staden med elektricitet. 1900 hade invånarantalet stigit till 352.387 och 1910 till 423.715. 1901 hölls en panamerikansk utställning i Buffalo, vid vilken president William McKinley mördades.

## Klimat
Somrarna innehåller väl så många soltimmar som de flesta av städerna på östkusten. Genom läget vid sjön är det samtidigt tämligen svalt. Även om vintern normalt är lång och kall har man inte mera snö än andra städer i norr.

## Sport
Buffalo är hemort för Buffalo Bills, som är ett av lagen i NFL och även NHL-laget Buffalo Sabres hör hemma i staden.

## Kända personer från staden
- Billy Sheehan
- Vincent Gallo
- Cannibal Corpse (band)
- Goo Goo Dolls (band)
- Ani DiFranco
- Byron Brown
- Patrick Kane (ishockeyspelare)
- Chad Michael Murray